# Bernabé Visconti
Bernabé Visconti (italià: Bernabò Visconti)  (Milà, 1323 - Trezzo sull'Adda, 19 de desembre de 1385) també anomenat Bernabò o Barnabò, fou senyor de Milà entre 1349 i 1385, els primers anys al costat dels seus germans Mateu II i Galeàs.

## Biografia
Va néixer a la ciutat de Milà el 1323 sent fill d'Esteve Visconti i Valentina Doria. Fou net per línia paterna de Mateu I Visconti i Bonacosa Borri, per línia materna de Bernabé Doria i Eliana Fieschi, i germà de Mateu II i Galeàs II Visconti.

## Ascens al poder
Entre 1346 i 1349 hagué d'exiliar-se de Milà per ordre del seu oncle Lluc Visconti, el qual intentà aconseguir el poder per al seu propi fill. Bernabé aconseguí retornar gràcies a la intercessió del seu oncle Joan Visconti, que va decidir compartir el poder amb els tres fills del seu germà Esteve. Gràcies al seu matrimoni amb Beatriu Della Scala aconseguí forjar una política d'aliances amb la ciutat de Verona, de la qual era originària la seva esposa. Les seves ambicions i les seves intrigues van mantenir la ciutat de Milà en una guerra constant contra el papa Urbà V, Florència, Venècia i Savoia.
Amb la mort del seu oncle, ocorreguda el 1354, Bernabé es va fer càrrec de la part est del Senyoriu de Milà, territori que comprenia les ciutats de Bèrgam, Brèscia, Cremona i Crema. L'any següent l'emperador Carles IV, acabat de coronar, va passar per Milà, on va haver de suportar les paraules de Francesco Petrarca. L'any següent envià al vicari imperial Markward von Raudeck amb un exèrcit per fer afront a l'ofensa del pensador, aconseguint Bernabé rebutjar l'atac i fer presoner al vicari imperial. El 1360 Bernabé va ser declarat heretge i fou condemnat per Carles IV, sent finalment Bernabé derrotat a San Ruffillo el 29 de juliol de 1361 per Galeotto I Malatesta.
El desembre de 1362 va decidir demanar la pau al papa mitjançant la intervenció del rei Joan II de França. No obstant això, Bernabé es va confondre (o va ser enganyat), i en comptes de presentar-se a Bolonya, ciutat papal on s'anava a signar la pau, es va presentar a Avinyó el 4 de març de 1363, moment en el qual el papa va aprofitar per excomunicar-lo a ell i a la resta de la seva família. Bernabé va aconseguir escapar-se, però el comandant papal Gil Álvarez de Albornoz va aconseguir atrapar a Ambrogi, un dels fills de Bernabé. Finalment el 13 de març aconseguí signar la pau i Ambrogi va ser retornat al seu pare, a costa que es retornessin totes les terres papals ocupades i es paguessin 500.000 florins.

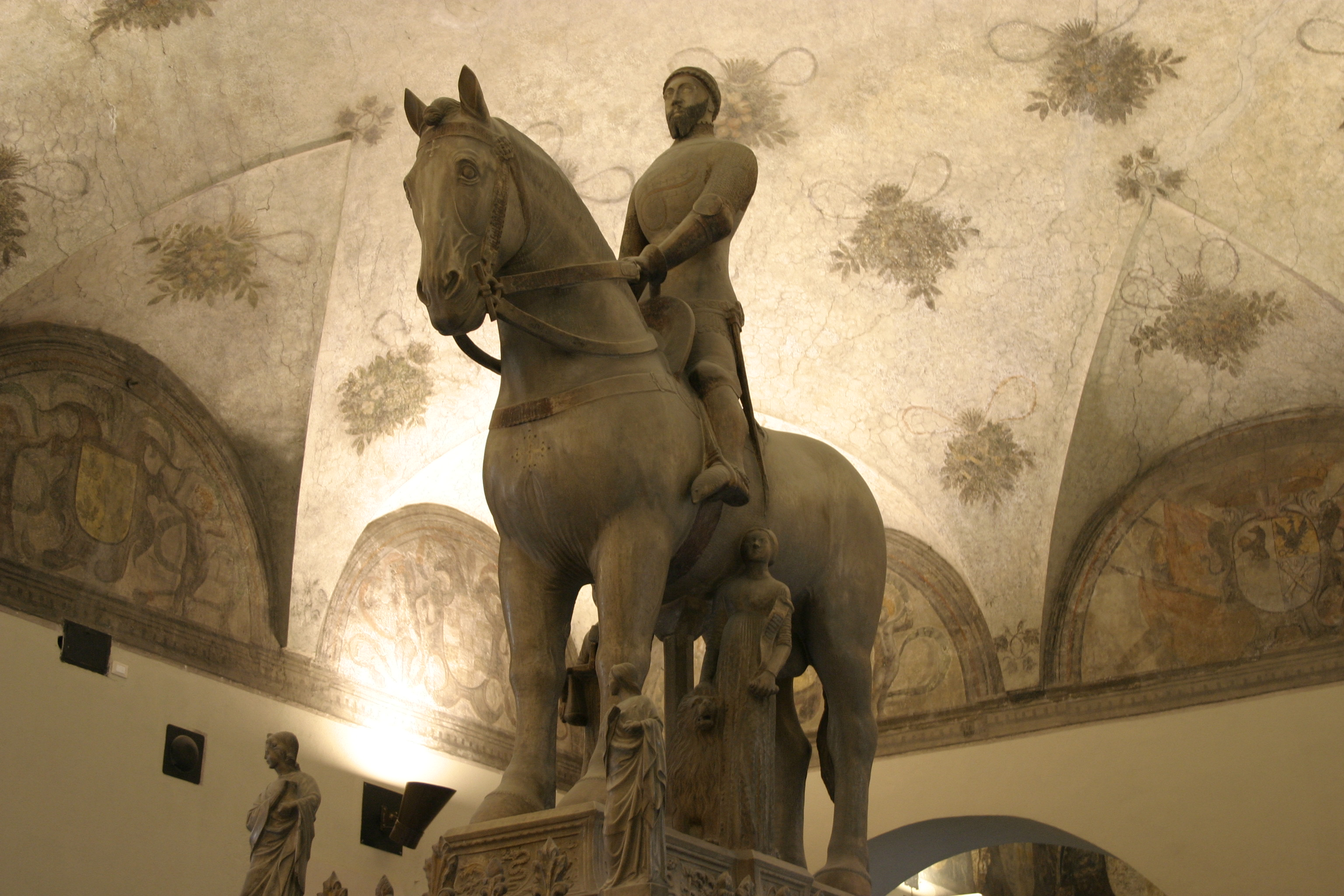
Estàtua eqüestre de Bernabé Visconti al Castell Sforzesco, obra de l'escultor Bonino da Campione.

A la primavera de 1368 els Visconti van atacar Màntua amb l'ajuda de Cansignorio della Scala, senyor de Verona i Vicenza. El conflicte es va solucionar a finals del mateix any gràcies a la mediació de l'emperador, però dos anys després els Visconti atacaren Reggio, que finalment fou comprada als Gonzaga el 1371. Immediatament s'enemistà amb els seus veïns de Mòdena i Ferrara, encapçalades per la Casa d'Este, cosa que el tornà a enimistar amb el Papat. El 1373 el papa va enviar sengles delegats per a lliurar en mà a Bernabé i la seva germà Galeàs II les seves excomunions, que consistien en un pergamí enrotllat en una corda de seda amb un segell de plom. Bernabé es va enfurir de tal manera al rebre'l que va ordenar empresonar als delegats i es va negar alliberar-los fins que es mengessin els documents, amb cordill i segell.
Després de patir una terrible plaga l'any 1373, el 1378 s'alià amb la República de Venècia en la guerra de Chioggia contra la República de Gènova. Però les tropes milaneses van ser derrotades a Val Bisagno el setembre de 1379. El despotisme i els alts impostos destinats a mantenir tantes guerres van acabar per posar a tots els milanesos en contra de Bernabé, que va ser desposseït pel seu nebot Joan Galeàs Visconti el 1385. Bernabé fou empresonat al castell de Trezzo sull'Adda i morí enverinat el 18 de desembre del mateix any.

## Núpcies i descendents
Es casà el 27 d'octubre de 1350 a la ciutat de Verona amb Beatriu della Scala, filla de Mastino II della Scala i Taddea de Carrara. D'aquesta unió nasqueren:
- Taddea Visconti (1351-1381), casada el 1364 amb Esteve III de Baviera
- Viridis Visconti (1352-1414), casada el 1365 amb Leopold III d'Habsburg
- Marc Visconti (1353-1382), senyor de Parma
- Ludovic Visconti (?-1404), senyor de Parma
- Carles Visconti (1359-1403), senyor de Parma
- Antonia Visconti (1360-1405), casada el 1380 amb Eberard III de Württemberg
- Caterina Visconti (1360-1404), casada el 1380 amb el seu cosí Joan Galeàs Visconti
- Velentina Visconti (1361-1393), casada el 1378 amb Pere II de Lusignan
- Agnès Visconti (1362-1391), casada el 1380 amb Francesc I Gonzaga
- Magdalena Visconti (1366-1404), casada el 1381 amb Frederic de Baviera-Landshut
- Gianmastino Visconti (1370-1405), senyor de Bèrgam
- Llúcia Visconti (1372-1424), casada el 1407 amb Edmund de Kent
- Elisabet Visconti (1374-1432), casada el 1395 amb Ernest I de Baviera-Munic
- Anglèsia Visconti (?-1439), casada el 1400 amb Joan II de Lusignan